# كين سوينسون
كين سوينسون (بالإنجليزية: Ken Swenson)‏ هو عداء المسافات المتوسطة أمريكي، ولد في 18 أبريل 1948 في كلاي سنتر في الولايات المتحدة.

## وصلات خارجية
- كين سوينسون على موقع أوليمبيديا (الإنجليزية)
- كين سوينسون على موقع قاعة كنساس للمشاهير الرياضية (مؤرشف) (الإنجليزية)